# Michael Blake
Michael Lennox Blake (Fort Bragg, Carolina del Nord, 5 de juliol de 1945 – Tucson, Arizona, 2 de maig de 2015) va ser un autor i guionista nord-americà, reconegut per l'adaptació cinematogràfica de la seva famosa novel·la Dances with Wolves.
Durant la seva infància, Blake i la seva família van viure un temps a Texas, abans de traslladar-se al sud de Califòrnia. La seva carrera com a escriptor va començar a la base de la Força Aèria Walker, quan escrivia per al diari de la base. Va estudiar periodisme a la Universitat de Nou Mèxic, i més tard va estudiar en una escola de cinema, a Berkeley, Califòrnia. També va anar a la Universitat de l'Est de Nou Mèxic, ubicada a Portales. A finals de la dècada de 1970, Blake es va mudar a Los Angeles. Durant la dècada de 1980, només un dels seus guions va ser produït, Stacey’s Knights. El protagonista de Stacey's Knights, Kevin Costner, va animar Blake perquè seguís escrivint, ia més, li va presentar a figures clau en la indústria de Hollywood. Poc temps després, Blake va escriure la seva famosa novel·la Dances with Wolves, la quin va impressionar a Costner, i per tant, ell li va demanar a Blake que escrivís un guió cinematogràfic de la novel·la. L'adaptació cinematogràfica es va estrenar el 1990.
Després d'això, Blake va començar a fer treball humanitari i continu escrivint.
Blake tenia tres germans, un d'ells era Dan Webb, ex-director de l'Escola Secundària de Santa Fe, situada a Santa Fe, Nou Mèxic.
Blake va morir a Tucson, Arizona, el 2 de maig de 2015, als 69 anys.

## Obres

### Guions cinematogràfics
- Stacey’s Knights (1983)
- Dances with Wolves (1990)
- Winding Stair (1998) (també dirigida per Blake)
- The One (en desenvolupament)
- The Holy Road (en desenvolupament)
- Winnetou (en desenvolupament)

### Novel·les
- Dances with Wolves (1988)
- Airman Mortensen (1991)
- Marching to Valhalla (1996)
- The Holy Road (2001)
- Dances with Wolves, 20th Anniversary (2011) (eBook)
- The Holy Road (2011)
- Into the Stars (2011)

### No ficció
- Like a Running Dog (2002) (autobiografia)
- Indian Yell (2006)
- Twelve the King (2009)